# Paliastomi
Paliastomi (gruz. პალიასტომი) – jezioro w zachodniej Gruzji, w pobliżu miasta Poti, połączone z Morzem Czarnym wąskim kanałem. Jego powierzchnia wynosi 17,3 km², a średnia głębokość – 2,6 m.
Paliastomi charakteryzuje niewielkie zasolenie (około 5 PSU) wynikające z nanoszenia przez wiatr wody morskiej.
Jezioro znajduje się w granicach Kolchidzkiego Parku Narodowego.